# Антильська франко-креольська мова
Антильська франко-креольська мова або малоантильська креольська мова — це загальна назва для декількох близькоспоріднених франко-креольских діалектів, поширених на Малих Антильських островах. Виділяють два наріччя:
- Гваделупсько-мартинікське
  - Гваделупський діалект
  - Мартинікський діалект
- Домініксько-сентлюсійське
  - Домінікський діалект
  - Сентлюсійський діалект
  - Тринідадський франко-креольський діалект